# For the Love of Mike
For the Love of Mike es una película estadounidense dirigida Frank Capra y escrita por J. Clarkson Miller. Estrenada en 1927, fue protagonizada por Claudette Colbert, Ben Lyon, George Sidney, Ford Sterling, Hugh Cameron, Richard Gallagher, Rudolph Cameron y Mabel Swor. Se trata de una producción independiente de Robert Kane, basada en la historia Hell's Kitchen, de John Moroso. Considerada «un fiasco» por el propio Capra, cuenta cómo tres marineros adoptan a un bebé abandonado que, al crecer, les causará numerosos problemas. 
Comedia y aspectos sentimentales se unen en el filme, dirigido en el aspecto fotográfico por Ernest Haller. Fue el debut de su protagonista femenina, Claudette Colbert (que salió tan enfadada de la experiencia que estuvo a punto de retirarse), quien volvería a coincidir con el director en It Happened One Night (1934). 
El rodaje de la película fue un infierno para Capra, ya que Kane no tenía dinero para pagar los sueldos y tuvo que ser el director de producción, Leland Hayward, quien solventase el asunto sacando dinero hasta de debajo de las piedras.
- Datos: Q2289046